# Plexus brachial

Schéma du plexus brachial selon Gray (francisé).

Le plexus brachial est un réseau ou plexus nerveux situé à la base du cou et dans la partie postérieure de la région axillaire. Sa principale fonction est l'innervation somatique et autonome des membres supérieurs (bras). 
Les fibres nerveuses formant le plexus brachial sont issues de nerfs spinaux cervicaux (C5-8) et thoraciques (T1).

## Anatomie

### Formation des racines
De la moelle épinière émergent des paires de racines nerveuses. Chacune est constituée d'une racine antérieure (motrice) et d'une racine postérieure (sensitive). Cette dernière comporte une zone dilatée en forme d'olive, appelée «ganglion spinal ». Les racines motrices sont en général de plus petit diamètre que les racines sensitives qui contiennent plus de fibres (sauf pour T1).
Au niveau de chaque processus transversaire, dans la gouttière transversaire, les racines motrices et sensitives issues d'un même niveau de la moelle se réunissent pour former un « nerf spinal ». Ces derniers sortent chacun du canal rachidien par un foramen intervertébral et passent en arrière de l'artère vertébrale.
Après seulement quelques centimètres, les nerfs spinaux se divisent chacun en deux branches mixtes : les branches antérieures (ou ventrales) et postérieures (ou dorsales). Seules les branches ventrales entrent dans la constitution du plexus brachial. Ces branches reçoivent par ailleurs chacune un rameau communicant gris issu du tronc sympathique et contenant des fibres motrices du système nerveux sympathique.
Le plexus brachial est ainsi formé à partir de cinq racines que sont les branches ventrales issues des cinquième (C5), sixième (C6), septième (C7) et huitième (C8) nerfs cervicaux, ainsi que du premier nerf thoracique (T1). De manière inconstante il peut y avoir des anastomoses mineures issues des branches ventrales de C4 et T2.

### Configuration interne
Comme rappelé ci-dessus le plexus brachial est formé de cinq racines issues des cinq branches ventrales de C5 à T1. 
Différentes anastomoses constituent le plexus, qui s'organise successivement en racines, en troncs, en divisions et en faisceaux.
1. les racines C5 et C6 fusionnent pour former le tronc supérieur du plexus brachial, la racine C7 est seule à l'origine du tronc moyen et les racines C8 et T1 fusionnent pour former le tronc inférieur.
2. chacun de ces troncs se divise en une branche dorsale et une branche ventrale. Les trois branches dorsales se réunissent pour former le faisceau postérieur. Les branches ventrales des troncs supérieur et moyen se réunissent pour former le faisceau latéral. La branche ventrale du tronc inférieur devient le faisceau médial.

Ainsi, le faisceau postérieur contient des fibres issues de toutes les racines, le faisceau latéral contient des fibres issues des racines C5, C6 et C7, et le faisceau médial contient des fibres issues des racines C8 et T1.

### Forme et rapports
Le plexus brachial forme un triangle (dont la base est médiale, et le sommet latéral). Sa base se situe au niveau de la colonne vertébrale de C4 à T1, et le sommet au niveau du creux axillaire.
Le plexus brachial, pour sa partie distale, se situe derrière le muscle petit pectoral ; c'est aussi à ce niveau que l'artère axillaire passe, en arrière des faisceaux latéral et médial pour se positionner sous le nerf médian.

### Branches collatérales
Les racines donnent plusieurs nerfs collatéraux, qui ne sont pas originaires au sens strict du plexus brachial. Il s'agit :
- du nerf scapulaire dorsal issu de C5 ;
- du nerf thoracique long (ou de Charles Bell) issu de C5, C6 et occasionnellement C7 et qui innerve le muscle dentelé antérieur ;
- d'une branche pour le nerf phrénique issue de C5 ;
- de nerfs pour les muscles scalène et long du cou issus de C5 à C8 ;
- du premier nerf intercostal issu de T1 ;
- du premier rameau communicant blanc issu de T1.

Concernant les troncs, seul le supérieur, contenant des fibres issues des racines C5 et C6, donne des nerfs collatéraux. Ce sont :
- le nerf supra-scapulaire ;
- le nerf du muscle subclavier.

Au niveau des faisceaux, les nerfs collatéraux sont :
- pour le faisceau latéral :
  - le nerf pectoral latéral qui contient des fibres issues des racines C5, C6 et C7 ;
- pour le faisceau médial, dans l'ordre :
  - le nerf pectoral médial qui contient des fibres provenant des racines C8 et T1 ;
  - le nerf cutané médial du bras qui contient des fibres provenant des racines C8 et T1 ;
  - Le nerf cutané médial de l'avant-bras qui contient des fibres provenant des racines C8 et T1 ;
- pour le faisceau postérieur, dans l'ordre :
  - le nerf subscapulaire supérieur qui contient des fibres issues des racines C5 et C6 ;
  - le nerf thoraco-dorsal qui contient des fibres issues des racines C6, C7 et C8 ;
  - le nerf subscapulaire inférieur qui contient des fibres issues des racines C5 et C6.

### Branches terminales
Les trois faisceaux forment quatre nerfs terminaux issus de leurs divisions et anastomoses. Le faisceau latéral se divise en trois branches, les faisceaux médial et postérieur en deux branches. Une des branches du faisceau latéral forme le nerf musculocutané ; les deux autres branches s'anastomosent chacune avec une branche du faisceau médial pour donner le nerf médian et le nerf ulnaire. Le faisceau postérieur donne le nerf axillaire et le nerf radial.
Le contenu des différentes branches terminales est :
- pour le nerf musculocutané, environ 6 000 axones provenant des racines C5, C6 et C7 ;
- pour le nerf médian, environ 18 000 axones provenant des racines C6, C7, C8, T1 et occasionnellement C5 ;
- pour le nerf ulnaire, environ 16 000 axones provenant des racines C8, T1 et occasionnellement C7 ;
- pour le nerf radial, environ 19 000 axones provenant des racines C5, C6, C7, C8 et occasionnellement T1 ;
- pour le nerf axillaire, environ 6 000 axones issus des racines C5 et C6.

## Pathologies
Parmi les maladies susceptibles de directement toucher ou affecter ce plexus, et à étudier dans le diagnostic différentiel figurent : 
- Paralysie obstétricale du plexus brachial ;
- Syndrome de la côte cervicale ;
- Syndrome de Pancoast-Tobias ;
- Syndrome de Parsonage-Turner [1] ;
- Maladie de Lyme (forme neurologique avec atteinte inflammatoire/infectieuse, dite neurroborréliose) à évoquer en cas de diplégie brachiale douloureuse [1]) ;
- infarctus médullaire[1] ;
- infiltration néoplasique (lymphome)[1].